# Szarzynka skórzasta

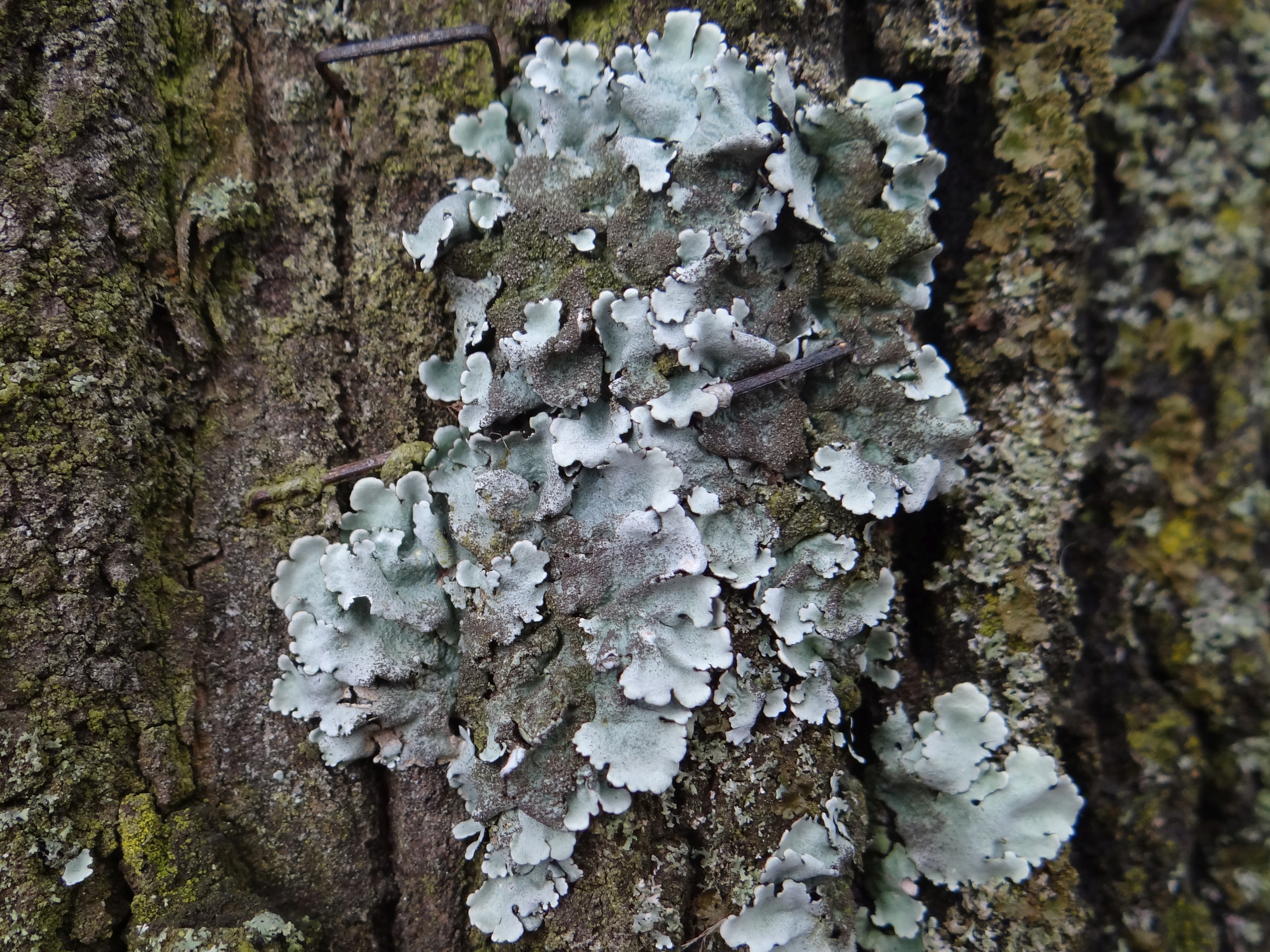

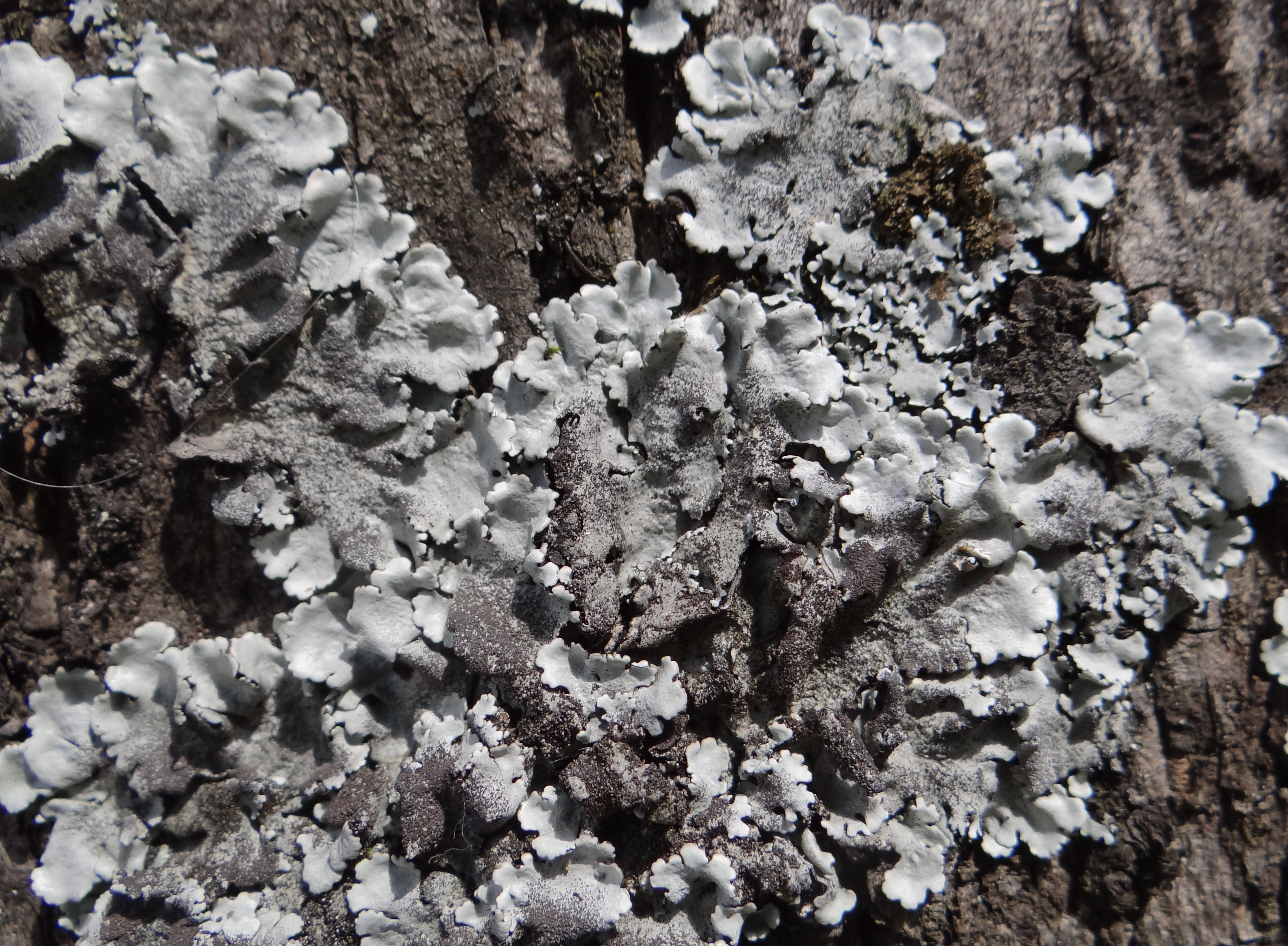
Plecha z brunatnymi izydiami

Szarzynka skórzasta, tarczownica skórzasta (Parmelina tiliacea  (Hoffm.) Hale  – gatunek grzybów z rodziny tarczownicowatych (Parmeliaceae). Ze względu na współżycie z glonami zaliczany jest do porostów.

## Systematyka i nazewnictwo
Pozycja w klasyfikacji według Index Fungorum: Parmeliaceae, Lecanorales, Lecanoromycetidae, Lecanoromycetes, Pezizomycotina, Ascomycota, Fungi.
Po raz pierwszy takson ten zdiagnozował w roku 1784 Georg Franz Hoffmann nadając mu nazwę Lichen tiliaceus. Obecną, uznaną przez Index Fungorum nazwę nadał mu w roku 1974 Mason Ellsworth Hale, przenosząc go do rodzaju Parmelina.
Niektóre synonimy nazwy naukowej:

- Imbricaria scortea (Ach.) Jatta 1902
- Imbricaria tiliacea (Hoffm.) Flot. 1850
- Lichen scorteus Ach. 1799
- Lichen tiliaceus Hoffm. 1784
- Lobaria tiliacea (Hoffm.) Hoffm. 1796
- Parmelia scortea (Ach.) Ach. 1803
- Parmelia tiliacea (Hoffm.) Ach. 1803
- Platysma tiliaceum (Hoffm.) Frege 1812

Nazwa polska według Krytycznej listy porostów i grzybów naporostowych Polski.

## Morfologia
Plecha z glonami protokokkoidalnymi, listkowata, tworząca rozetki, lub nieregularna. Osiąga średnicę do 8 cm, jest głęboko wcinana i ściśle przylegająca do podłoża. Poszczególne odcinki mają średnicę do 6 mm, ale na końcach rozszerzają się do 1 cm, są krótkie i szerokie, końce mają zaokrąglone i zatokowato karbowane. Są nieregularnie wcinane, ich boki zachodzą na siebie lub stykają się z sobą. Górna powierzchnia plechy ma barwę białoszarą lub niebieskoszarą, a jej środkowa część jest delikatnie omączona. Dolna powierzchnia jest w części środkowej czarna, w części obwodowej brunatna i posiada liczne, czarne chwytniki.
Nie tworzy soraliów, licznie natomiast występują brodawkowate, wałeczkowate lub rozdęte izydia. Mogą być pojedyncze lub rozgałęzione i mają zazwyczaj brunatną barwę, czasami tylko są tej samej barwy co plecha. Lekanorowe apotecja występują bardzo rzadko. Mają średnicę do 7 mm, jasno lub czerwonobrunatne tarczki i gruby, gładki lub popękany brzeżek plechowy. W jednym worku powstaje po 8 askospor o rozmiarach 8–12 × 5–7 μm.

## Występowanie i siedlisko
Występuje głównie w Europie i Azji, poza tymi dwoma kontynentami znana jest jeszcze z Afryki Północnej, Kolumbii w Ameryce Południowej i wyspy Kuba. Nie występuje natomiast w Ameryce Północnej. W Polsce występuje na obszarze całego kraju i jest dość częsty. Podlega ścisłej ochronie gatunkowej.
Rośnie na korze drzew liściastych w dobrych warunkach oświetleniowych – głównie na drzewach rosnących pojedynczo lub przydrożnych. Znajduje się na Czerwonej liście roślin i grzybów Polski. Ma status VU – gatunek narażony na wyginięcie.